# Manuel Luis Martínez
Manuel Luis Martínez (26 de junio de 1966, San Antonio, Tejas (EE. UU.)) es un escritor perteneciente a la corriente de la literatura chicana. Ha escrito tres novelas: Crossing (1999), Drift (2003) y Day of the Dead (2010). 
Actualmente ejerce de profesor visitante en el Departamento de Inglés de la Universidad de Indiana. Como descendiente de inmigrantes mexicanos, creció escuchando las historias que su abuela contaba sobre el deseo de encontrar un hogar y una identidad propias. Además de Crossing, su primera novela (1999), también es autor de Drift, relato urbano sobre los jóvenes chicanos de segunda generación habitantes de Los Ángeles.

## La obra
Crossing
La historia de Crossing surgió de una noticia que relataba cómo trece inmigrantes que viajaban escondidos en un furgón murieron asfixiados al atravesar la frontera sureña de Estados Unidos. La novela reconstruye aquellos hechos a través de la mirada de Luis, un adolescente encerrado con otra docena de hombres dentro de ese mismo vagón. De esta forma, tanto él como el lector serán testigos de diferentes cruces: de un país a otro, de una vida a otra, de la niñez a la edad adulta, del cálido hogar al infierno y de la vida a la muerte. Este es el relato sin concesiones de un grupo de gente atrapada que afronta la muerte por deshidratación en el interior de una asfixiante pesadilla sobre raíles. Este libro está publicado por Ediciones Universidad de Salamanca